# Chiesa di San Giovanni in Bragora
La chiesa di San Giovanni Battista in Bràgora è un luogo di culto cattolico della città di Venezia, situato nel sestiere di Castello.
La chiesa si affaccia sull'omonimo campo intitolato anche ai patrioti veneziani Bandiera e Moro.

## Storia
La sua fondazione risale all'829. La leggenda dice che San Magno, vescovo di Oderzo, fuggito da Opitergium a causa dell'invasione dei Longobardi (639), ebbe in sogno da Dio stesso l'ordine di costruire otto chiese, due delle quali intitolate a San Giovanni Battista e una a San Zaccaria.
Il primo documento scritto che parli di una chiesa in questa area risale al 1090: si tratta di un atto notarile a firma del prete Andrea Martinaci, parroco della chiesa stessa.
Fu ricostruita nel X secolo sotto il dogado di Pietro III Candiano per ospitare alcune presunte reliquie di San Giovanni Battista, cui è intitolata, e ancora nel 1178.
Quando Pietro Barbo, succedendo a Pio II, divenne papa col nome di Paolo II nel 1464 la chiesa venne ristrutturata secondo un modello tardo gotico, nella forma a noi oggi conosciuta. I lavori durarono trent'anni, dal 1475 al 1505, alla fine dei quali fu riconsacrata, così com'è riportato in facciata, sull'architrave del portone d'ingresso, sotto la lunetta.
Per quanto riguarda l'appellattivo Bragora, sono state formulate diverse ipotesi, nessuna delle quali confermata da fonti storiche. La prima vuole farlo derivare dal greco agorà, ovvero piazza; un'altra dal veneziano brago, "melma"; le più verosimili lo avvicinano ai termini arcaici bragola, "piazza del mercato", o bragolar "pescare".

## Descrizione

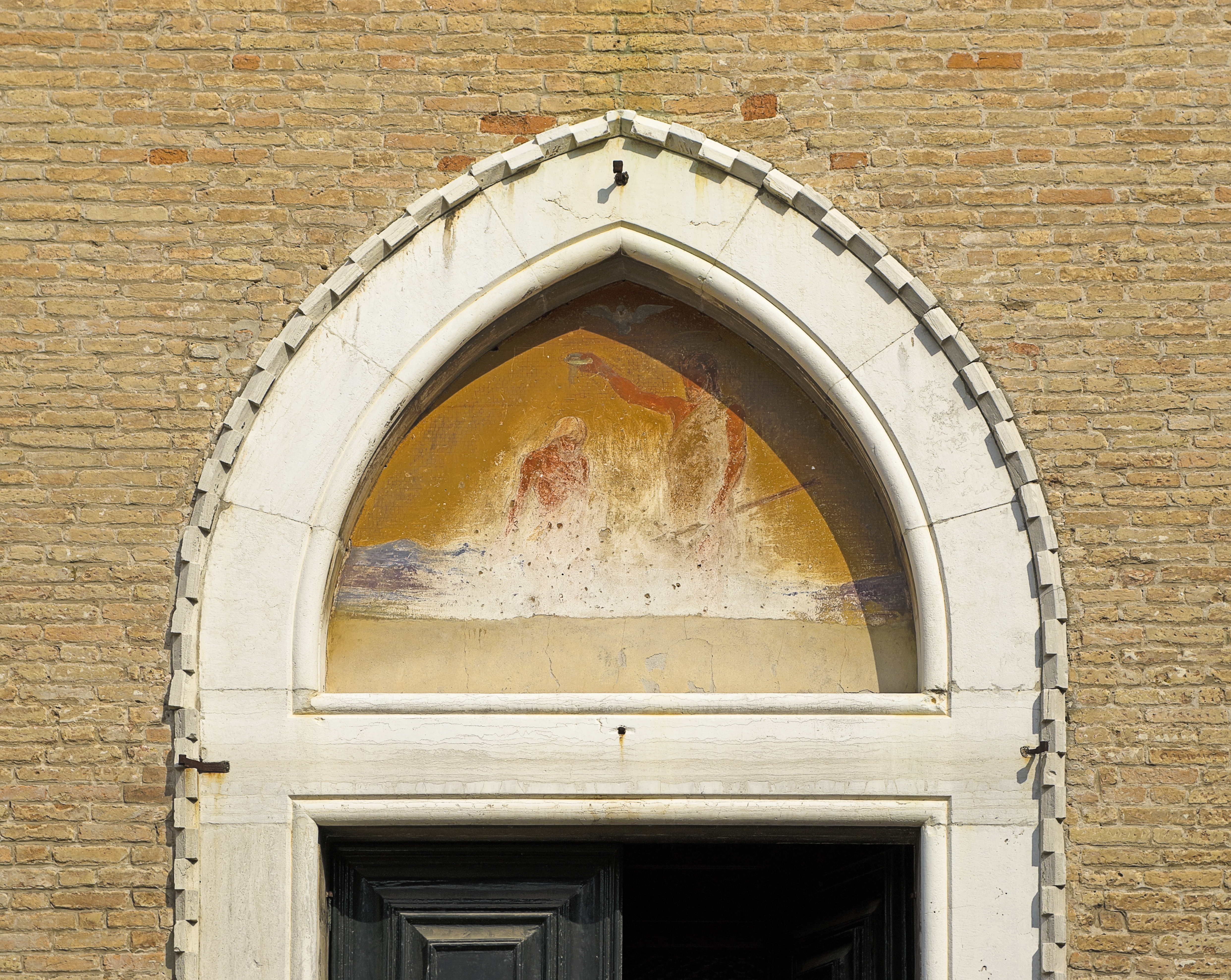
Particolare della facciata, lunetta sovrastante l'ingresso

La forma attuale è frutto dell'ultimo rifacimento, dovuto all'architetto Sebastiano Mariani da Lugano, datato tra il 1475 ed il 1505, che, pur mantenendo l'assetto basilicale, realizza una facciata in mattoni dalle consuete forme tardogotiche locali, con la tripartizione corrispondente alle navate; interessante il soffitto ligneo a capriate.
All'interno è stata eretta la cappella dedicata a San Giovanni l'Elemosiniere (1481), che custodisce le preziose reliquie del santo fin dal 1249, in una cassa dorata, sostituita poi nel 1326 con un'altra più ornata e decente (Corner, 1758).
Una raccolta di elemosine, compiuta nei primi mesi del 1494, consente una parziale ricostruzione dell'apparato decorativo tardo quattrocentesco, 1493-1494, oggi perduto a eccezione del frontone dell'urna con l'immagine a rilievo del santo, collocato sulla parete sinistra della cappella e del Cristo benedicente di Alvise Vivarini, ora sulla parete della navata sinistra. Sempre del maestro Alvise Vivarini, la Madonna col Bambino, 1485, e fra essi Cristo e Veronica di scuola Veneta del XVI secolo.
L'insieme, in legno dorato e policromo, presentava una struttura alquanto ricca e complessa. Il lavoro d'intaglio era stato affidato a due maestri distinti: ad Alessandro da Caravaggio spettava la struttura del monumento con l'altare e l'urna, a Leonardo Tedesco il rilievo con la figura del Santo, dorata e dipinta da Leonardo Boldrini. L'altare sosteneva la cassa lignea contenente il corpo del santo; l'insieme era completato da un paliotto e da una predella.
Da vedere le opere di Jacopo Palma il Giovane: la Lavanda dei piedi (1595 circa); di Giambattista Cima da Conegliano: il Battesimo di Cristo (1492-1494); la pala d'altare, che risulta fra le più antiche presenti nelle chiese veneziane.
L'altare maggiore è del 1685, è opera di Girolamo Livioni ed ospita due grandi statue di San Giovanni l'Elemosiniere e di San Giovanni Battista, di Enrico Merengo (Heinrich Meyring).
A destra del presbiterio sorge una piccola cappella, un tempo juspatronato della famiglia Giustinian, poi dei Morosini. Accanto a questa, la sacrestia, che ospita opere di Alvise Vivarini, Cristo Risorto, e di Giambattista Cima da Conegliano, Sant'Elena e Costantino ai lati della croce (1501-1503).
Altre opere di rilievo di Bartolomeo Vivarini, il trittico Sant'Andrea fra i Santi Martino e Girolamo (1478).

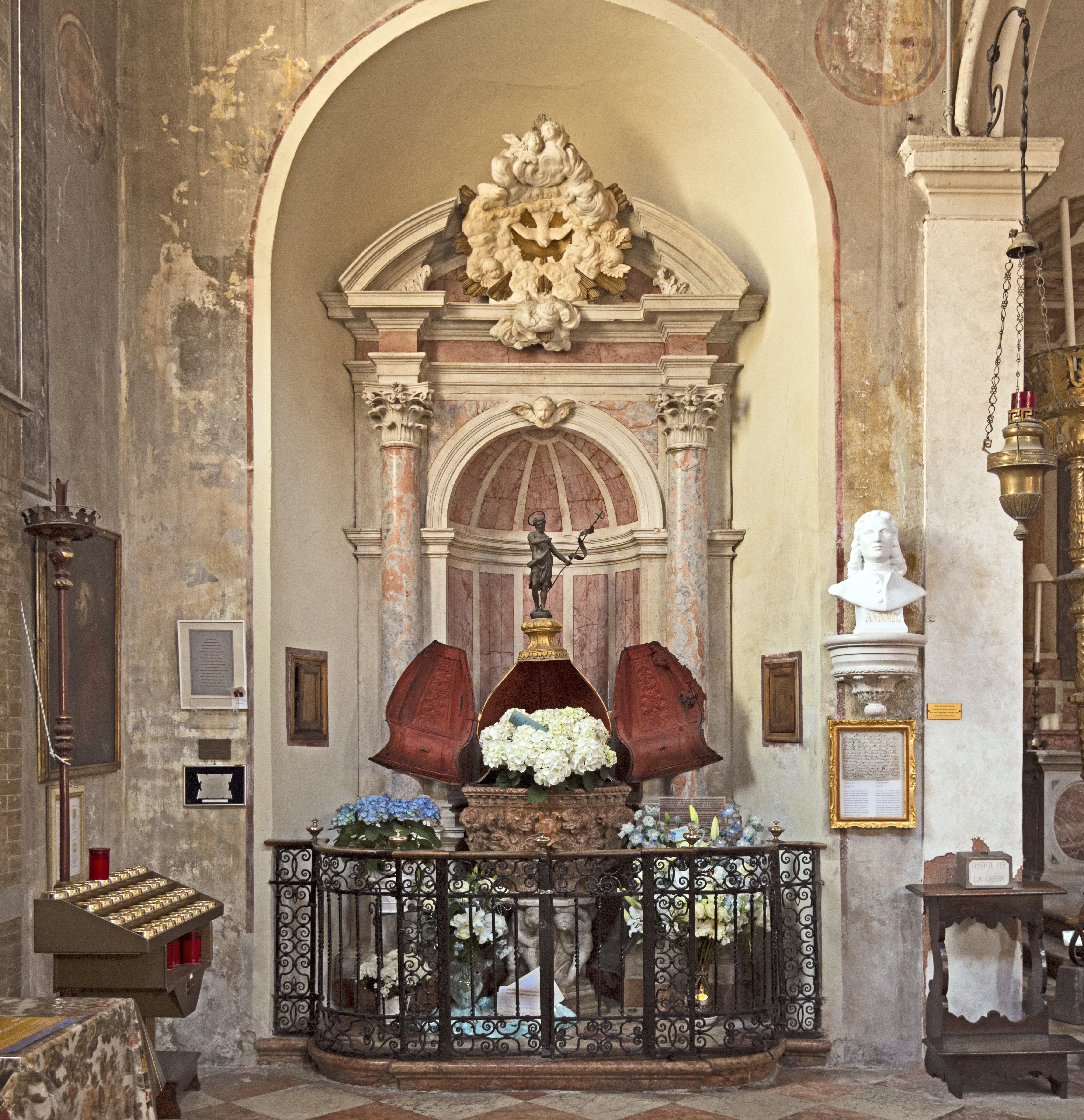
Fonte battesimale
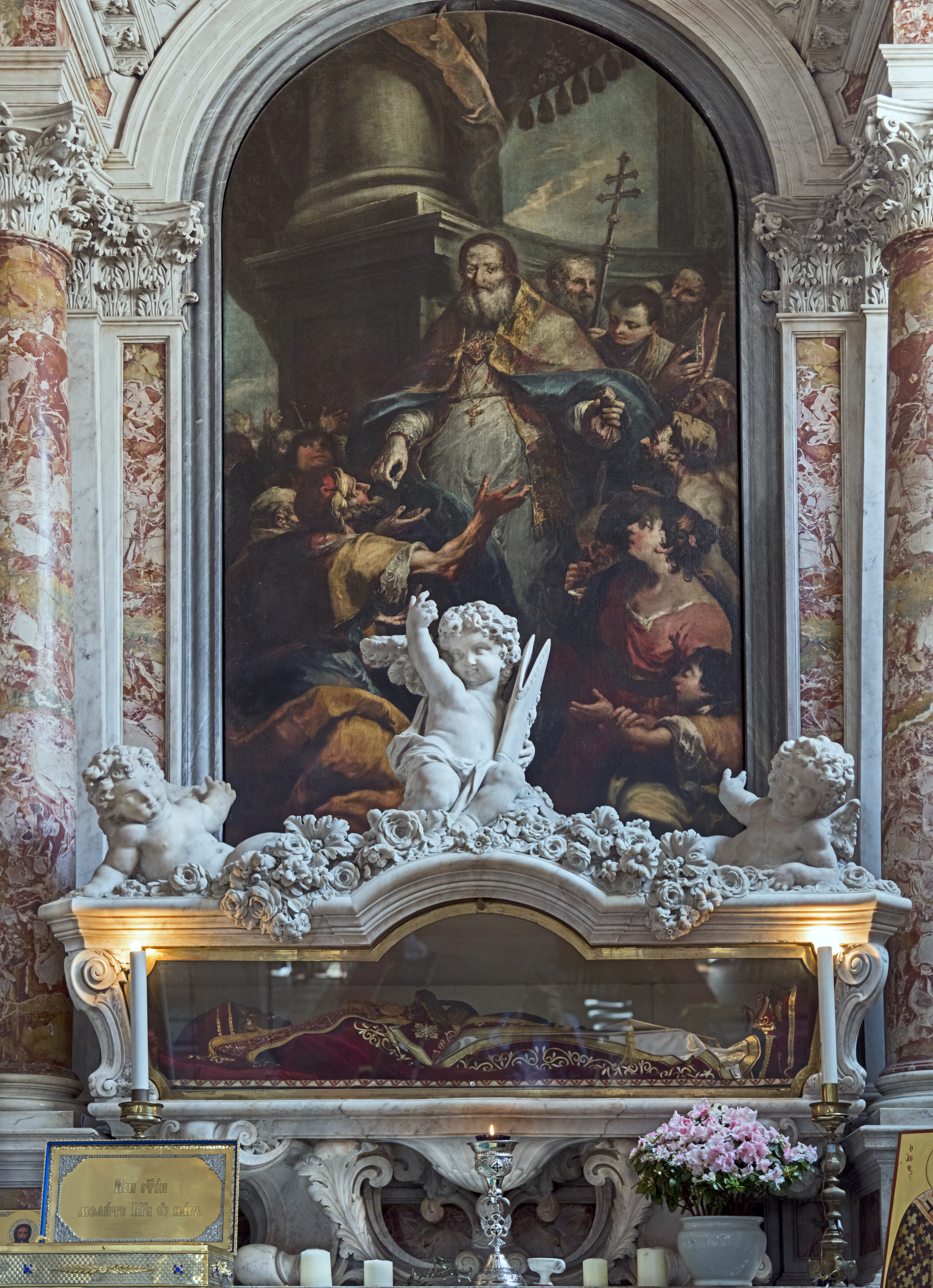
Monumente funebre di San Giovanni l'Elemosiniere
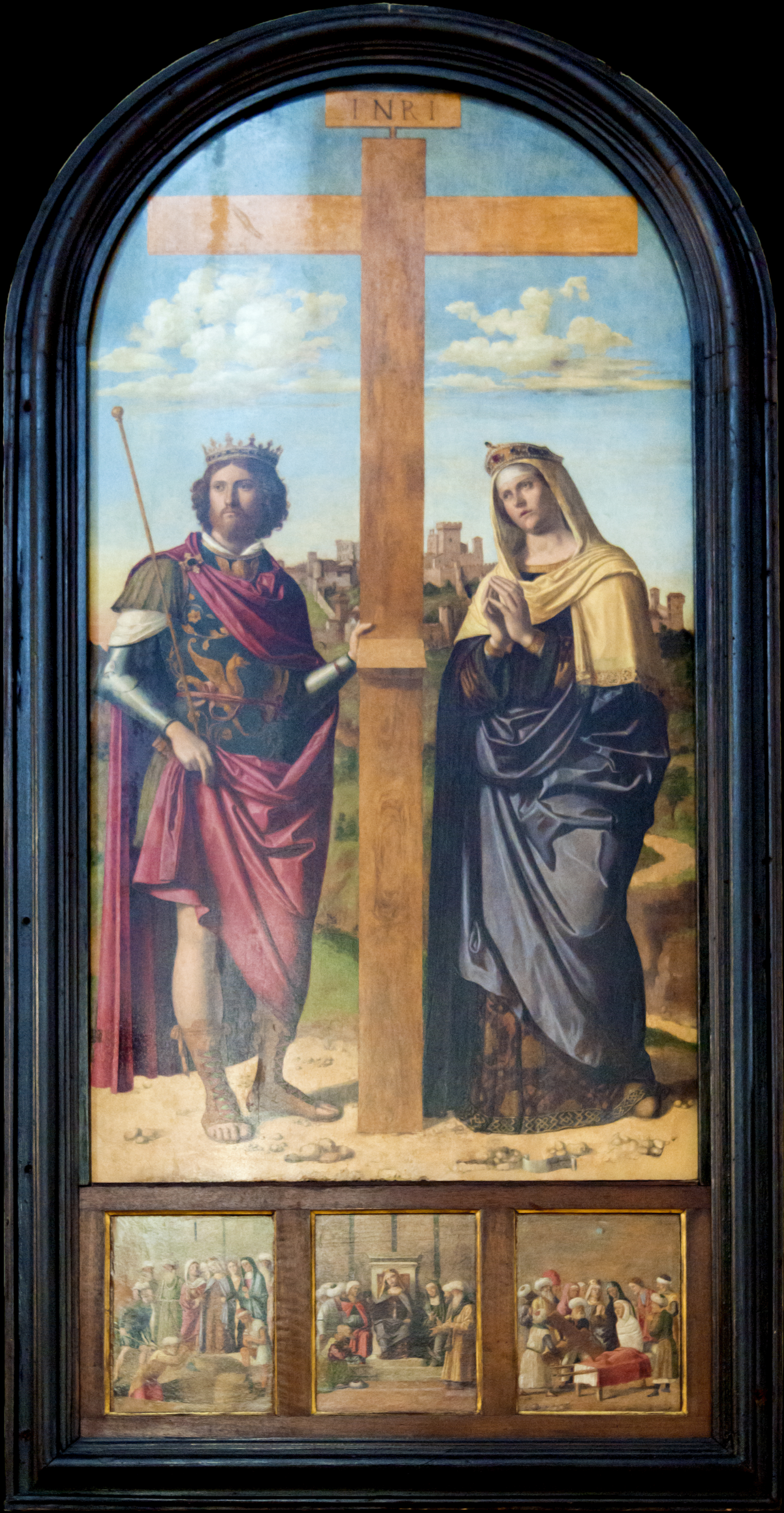
Cima da Conegliano Sant'Elena e Costantino ai lati della Croce
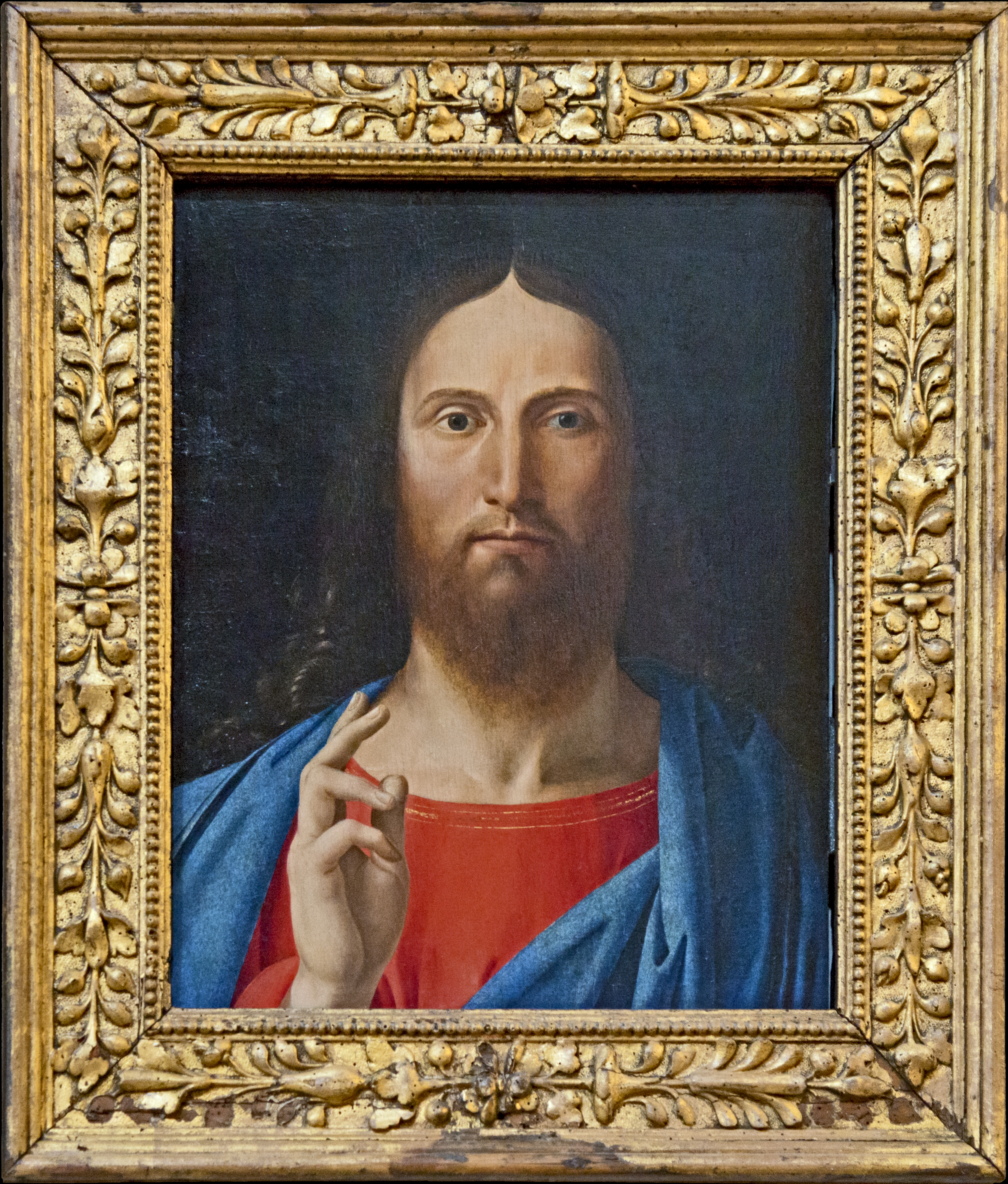
Alvise Vivarini, Cristo benedicente
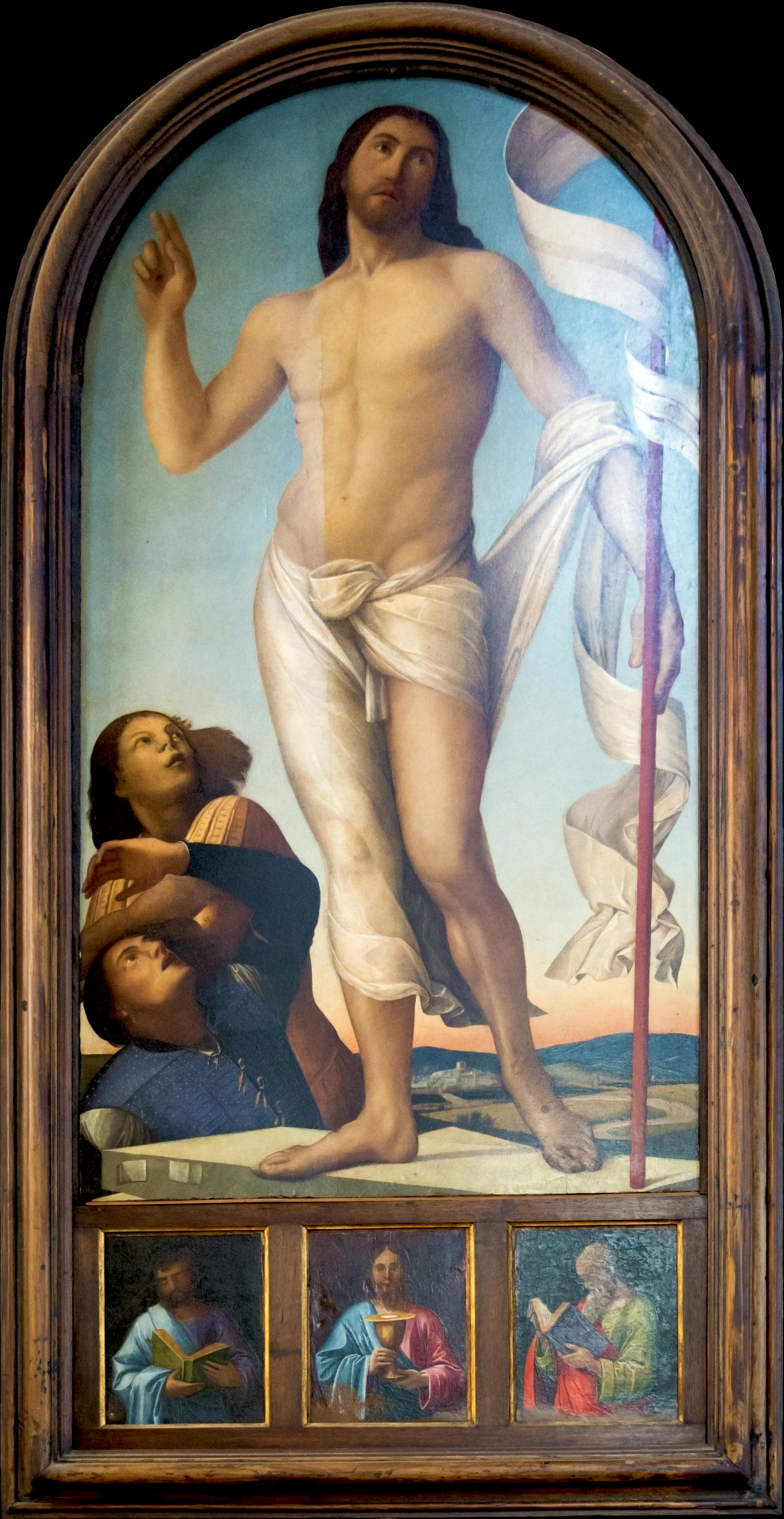
Alvise Vivarini, Cristo risorto
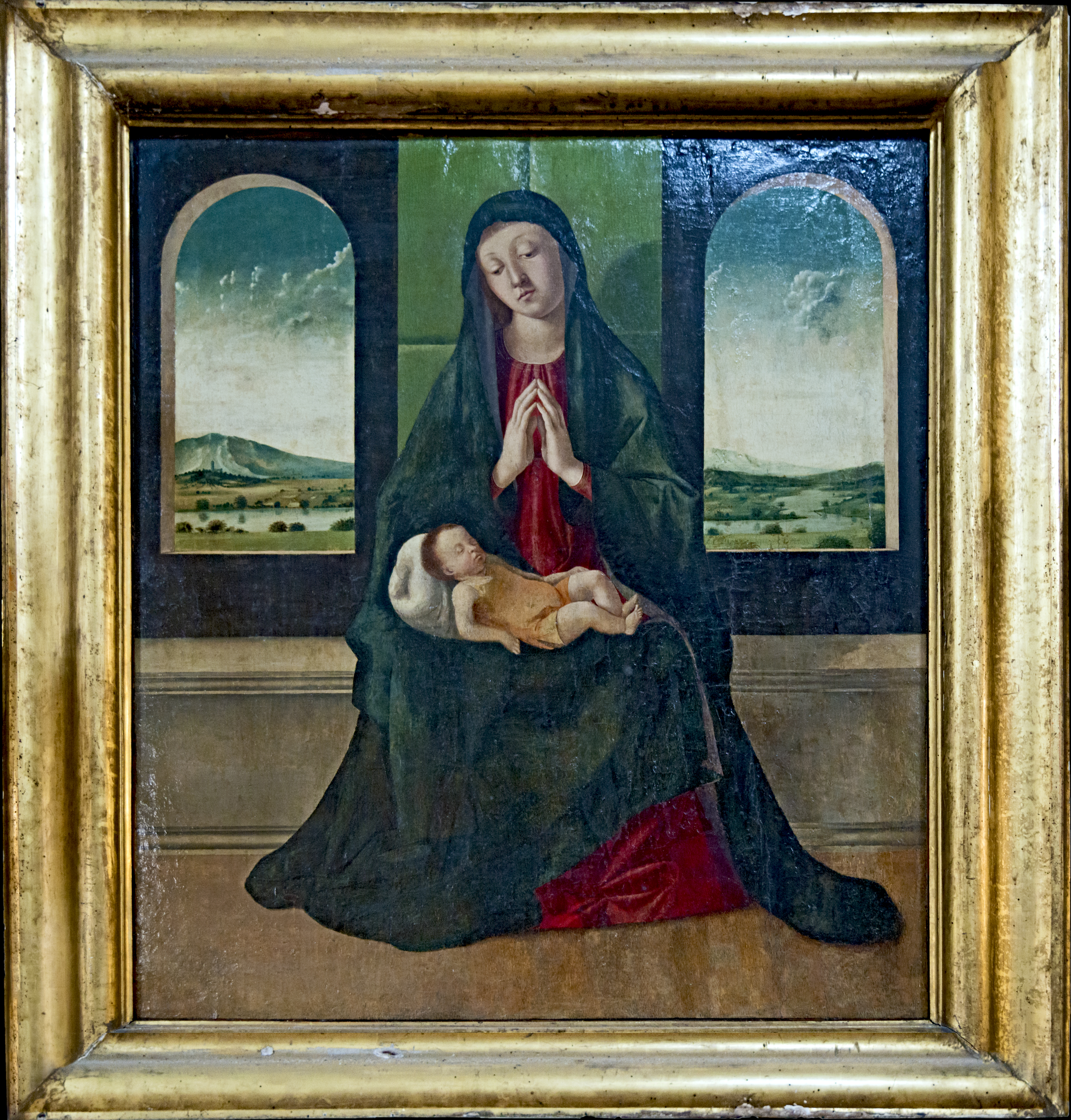
Alvise Vivarini, Madonna col Bambino
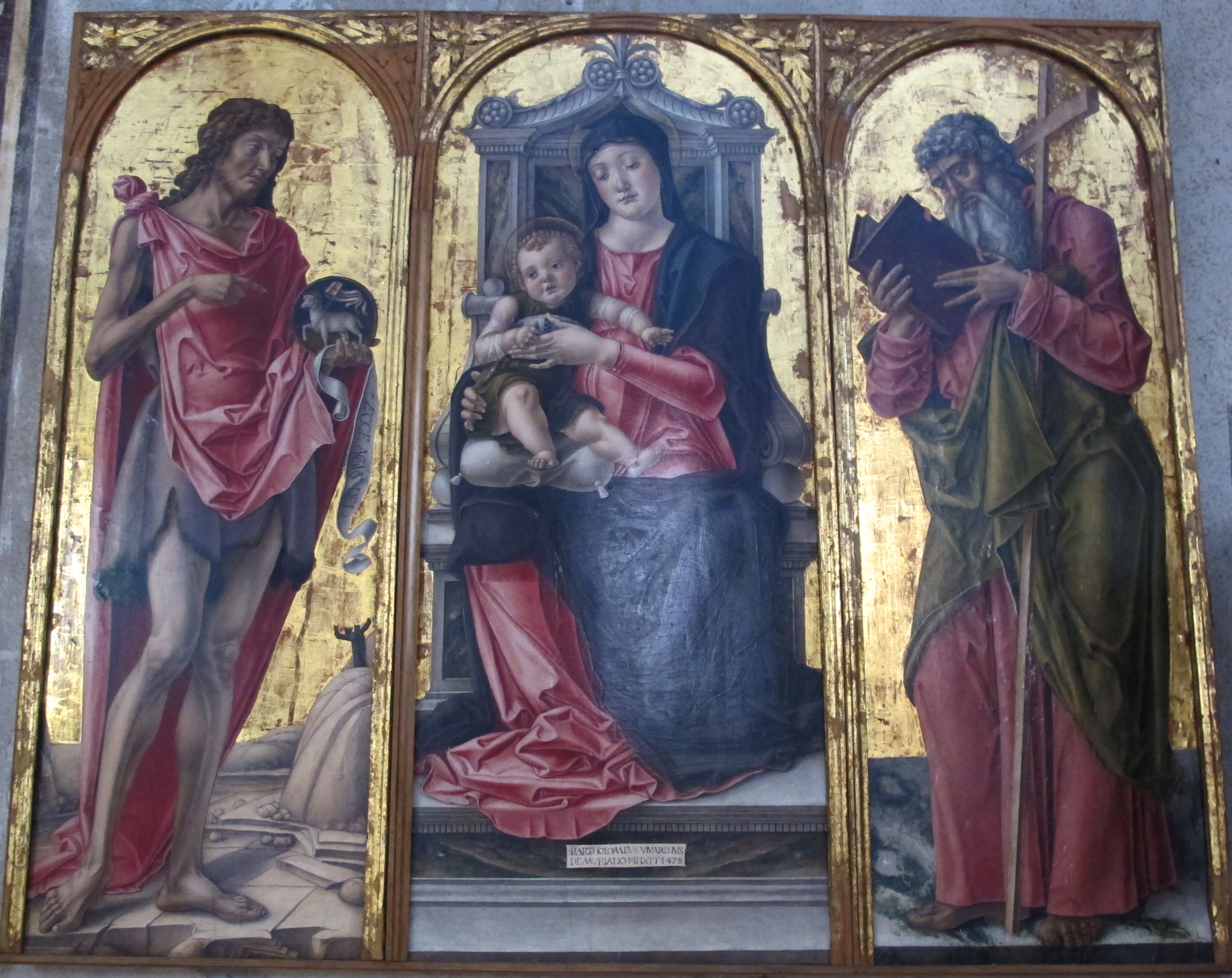
Bartolomeo Vivarini Madonna col Bambino e Santi

## Campanile

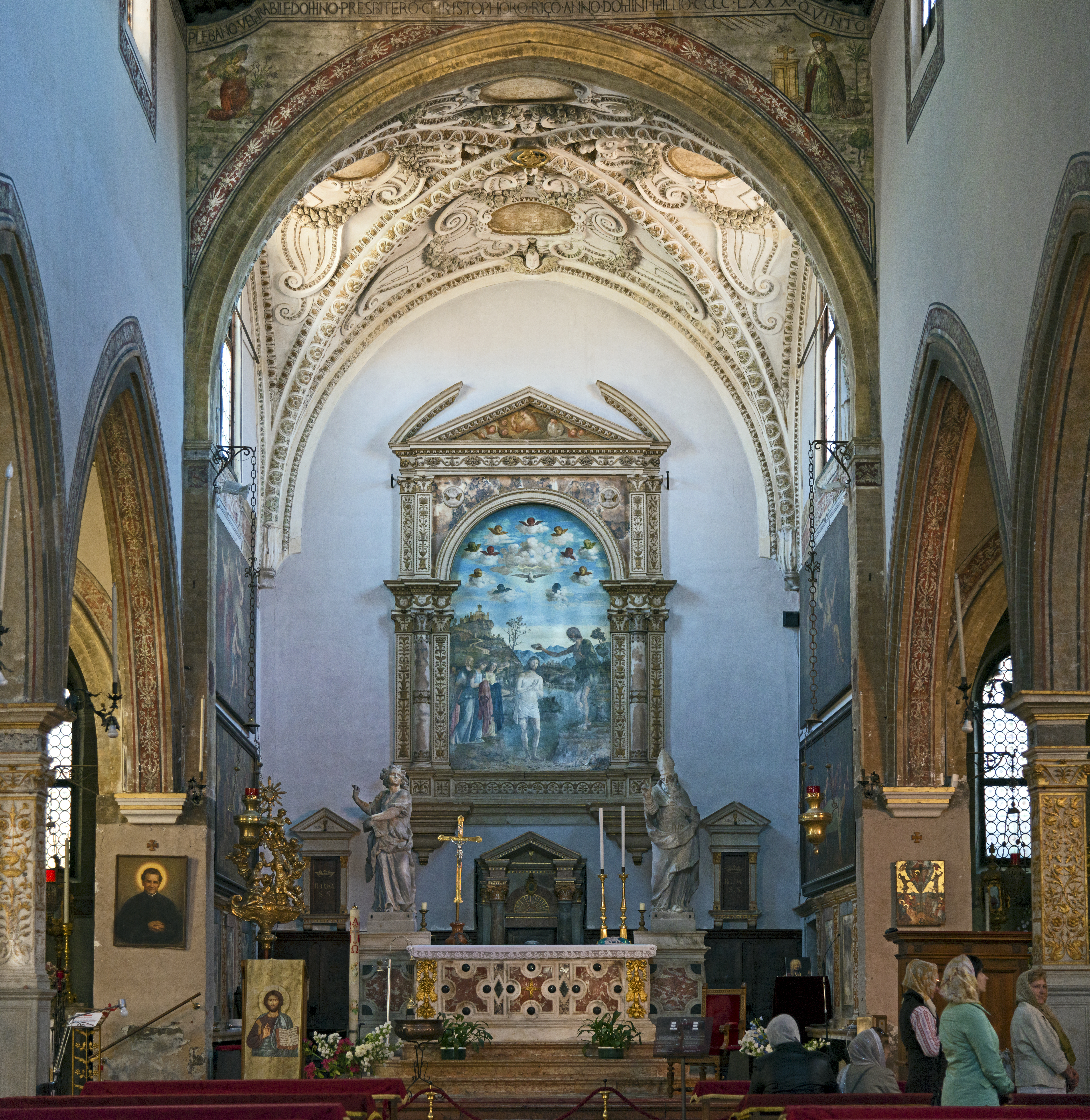
Il presbiterio

Storia a sé per il campanile che subì varie ristrutturazioni e crolli. La prima struttura è del IX secolo, e subì una grande ristrutturazione fra il 1475 e il 1498, per poi essere abbattuto nel 1567 a causa delle precarie condizioni in cui versava.
Ricostruito nel 1568 appariva longilineo con una cuspide alta e sottile. Il 25 aprile 1708 un fulmine lo colpì, danneggiandolo e imponendo una ristrutturazione. Nel 1826 venne abbattuto definitivamente, venendo sostituito dall'attuale, più basso e con struttura a vela.

## Parrocchiani illustri
Nella parrocchia di San Giovanni in Bragora nacquero molti veneziani illustri.
In questa chiesa furono battezzati il futuro papa Paolo II, Pietro Barbo, e il prete rosso Antonio Vivaldi (che, per la precisione, era stato già battezzato dalla sua levatrice al momento della nascita: il 4 marzo 1678 in questa chiesa gli vennero praticati gli esorcismi e impartite le unzioni con cui si ratificava l'avvenuto battesimo).
Lo scultore Alessandro Vittoria vi morì il 20 maggio 1608, mentre Giorgio Massari vi morì il 6 dicembre 1766, dove tuttora giace. Anche il commediografo Giacinto Gallina nacque qui, il 31 luglio 1852, e morì solo 45 anni dopo.